# Plasthäftgrund
Plasthäftgrund är en vätska som används vid lackering på plastiska underlag. Den har en konsistens liknande vatten. Man "dimmar" på den i tunna skikt för att få en ökad kemisk vidhäftning.